# Leonard Fu
Leonard Fu (* 1. April 1997 in Kiel) ist ein deutscher Geiger.

## Leben
In Kiel geboren begann Fu seine musikalische Ausbildung im Alter von 4 Jahren am Klavier. 
Im Alter von 7 Jahren begann er mit dem Violinunterricht bei Ina Kertscher an der Hochschule für Musik, Theater und Medien Hannover (HMTMH). Mit 11 Jahren wurde er als Jungstudent des IFF (Institut zur Frühförderung musikalisch Hochbegabter) aufgenommen und studierte bei Lara Lev.
2009 wurde er Jungstudent der AFA (Andreas-Franke-Akademie) an der Hochschule für Musik und Theater Hamburg und studierte in der Violinklasse von Tanja Becker-Bender. Seit Herbst studiert er im Bachelor-Studiengang bei Donald Weilerstein am New England Conservatory of Music in Boston, USA.
Seit Beginn seiner musikalischen Ausbildung ist Fu Preisträger verschiedener Wettbewerbe, national wie international, wie z. B. Jugend musiziert (2013, 1. Preis im Bundeswettbewerb, sowohl Violine solo als auch mit seinem Klaviertrio). 2009 wurde er beim „16th International Competition Andrea Postacchini“ in Italien in der Kategorie B (12 – 16 Jahre) als jüngster Finalist 2. Preisträger. Im September 2013 war Fu mit 16 Jahren jüngster Teilnehmer, Finalist und mehrfacher Preisträger beim „32nd International Violin Competition ‚Rodolfo Lipizer‘“ in Gorizia, Italien. Im September 2014 gewann Fu den 1. Preis beim TONALi Musikwettbewerb in Hamburg. Er konzertierte im Finale mit Deutsche Kammerphilharmonie Bremen unter Leitung von Alexander Shelley in der Hamburger Laeiszhalle. Zusätzlich zum Hauptpreis gewann Fu den Publikums- sowie den Musikvermittlungspreis und zahlreiche Konzerte, u. a. beim Mecklenburg-Vorpommern Musikfestival und im Mariinsky Theater in St. Petersburg, sowie die Leihgabe einer Nicolaus Gagliano von Florian Leonhard Fine Violins, London.
Fu nahm seit 2009 an diversen Meisterkursen teil, wo er solistisch u. a. bei Mauricio Fuks, Boris Garlitsky, Shmuel Ashkenasi, Regis Pasquier und Andreas Röhn und kammermusikalisch u. a. bei Eduard Brunner, Manuel Fischer-Dieskau, Tatevik Mokatsian und Atar Arad lernte. Zudem hatte er Auftritte und Konzerte in Deutschland, u. a. in der Laeiszhalle Hamburg, in Österreich, Italien, Spanien und Russland, u. a. im Konzertsaal des Mariinsky Theater in St. Petersburg. Als Solist spielte er mit den Hamburger Symphoniker sowie mit der Deutschen Kammerphilharmonie Bremen unter der Leitung von Alexander Shelley. Weitere Konzerte spielte er mit dem DOGMA Chamber Orchestra sowie mit den Heidelberger Philharmonikern.
Zurzeit spielt Fu auf einer Carlo Ferdinando Landolfi, 1750–1775, einer Leihgabe aus dem Instrumentenfonds der Deutschen Stiftung Musikleben. Zudem ist er Gerd-Bucerius-Stipendiat der Zeit-Stiftung und der Deutschen Stiftung Musikleben sowie Stipendiat der Studienstiftung des deutschen Volkes, was ihm das Studium in den USA ermöglicht.